# أروكاريا رولية
أروكاريا رولية (الاسم العلمي: Araucaria rulei) هي نوع من النباتات يتبع جنس الأروكاريا من الفصيلة الأروكارية.